# الدولة القاسمية
الدولة القاسمية، كانت دولة مستقلة يحكمها الأئمة الزيديون في اليمن الكبير، والتي أسسها المنصور القاسم عام 1597 وشملت جزءًا كبيرًا من إيالة اليمن عام 1628 قبل أن يُطرد العثمانيون بالكامل بحلول عام 1638. استمرت الدولة الزيدية في الوجود في القرنين الثامن عشر والتاسع عشر، لكنها انقسمت تدريجياً إلى دول صغيرة منفصلة. ومن أبرز تلك الدول سلطنة لحج. تم إخضاع معظم هذه الدول (باستثناء لحج) من قبل العثمانيين في إيالة اليمن عام 1849.

## خلفية
قاوم رجال القبائل الزيدية في المرتفعات الشمالية، ولا سيما قبائل حاشد وبكيل، باستمرار الحكم التركي في شبه الجزيرة العربية. تبريرًا لوجودهم في اليمن على أنه انتصار للإسلام، اتهم العثمانيون الزيديين بالكفر. تم تعيين حسن باشا حاكمًا لليمن، الذي تمتع بفترة سلام نسبي من عام 1585 إلى عام 1597.

## التاريخ

### التأسيس والتوسع
أعلن المنصور القاسم الإمامة في سبتمبر 1597 وهو نفس العام الذي افتتحت فيه السلطات العثمانية جامع البكيرية. بحلول عام 1608، استعاد المنصور السيطرة على المرتفعات ووقع هدنة لمدة 10 سنوات مع العثمانيين. عندما توفي المنصور عام 1620 خلفه ابنه المؤيد محمد وأكد الهدنة مع العثمانيين. في عام 1627، خسر العثمانيون عدن ولحج. أُمر عابدين باشا بقمع المتمردين لكنه فشل واضطر إلى التراجع إلى المخا. بعد طرد المؤيد العثمانيين من صنعاء في 1628، بقيت زبيد والمخا فقط تحت الحكم العثماني. استولى المؤيد على زبيد عام 1634 وسمح للعثمانيين بمغادرة المخا بسلام. وكانت أسباب نجاح المؤيد تسلح القبائل جيدا بالأسلحة النارية وتوحدها خلفه.
في عام 1632، أرسل المؤيد محمد قوة استكشافية قوامها 1000 رجل صوب مكة. دخل الجيش المدينة منتصرا وقتل حاكمها. لم يكن العثمانيون مستعدين لخسارة مكة بعد اليمن، فأرسلوا جيشًا من مصر لمحاربة اليمنيين. نظرًا لحجم الجيش التركي الأكبر، تراجع الجيش اليمني إلى واد خارج مكة. هاجمت القوات العثمانية اليمنيين بالاختباء في الآبار التي تزودهم بالمياه، مما تسبب في سقوط أكثر من 200 مقاتل معظمهم من العطش. في النهاية، اضطر رجال القبائل للعودة إلى اليمن.
بحلول عام 1636، طُرد العثمانيى ون من البلاد تمامًا.
توفي المؤيد محمد عام 1644. وخلفه المتوكل إسماعيل ابن آخر للمنصور القاسم الذي وحد اليمن بالكامل من عسير شمالا إلى ظفار شرقا.

### الذروة (القرنان السابع والثامن عشر)
في عهد المتوكل إسماعيل وخليفته المهدي أحمد (1676-1681)، بلغت الدولة ذروة قوتها وأمتدت من عسير شمالا إلى ظفار شرقا إلى عدن جنوبا إلى المخا غربا. كانت الدولة القاسمية أقوى دولة زيدية على الإطلاق.
عند وفاة المهدي في 1681، تم منع ابنه محمد من تولي الإمامة، وتولى السلطة المؤيد محمد بن المتوكل.
لم يكن المؤيد محمد بن المتوكل زعيما حربيا، بل كان شخصية شديدة التدين كرس نفسه للعلم. واعتبره الإمام الشوكاني من أصلح الأئمة. توفي عام 1686 بحمام علي بمنطقة آنس. دفن الإمام الراحل في جبل ضوران بجانب والده. ادعى سبعة متنافسين الخلافة من بعده في فترة ثلاث سنوات فقط؛ من بينهم، تولى المهدي محمد السلطة أخيرًا عام 1689 بعد صراع عنيف.

### التراجع والتقسيم (القرنان الثامن والتاسع عشر)
لم تتبع الإمامة آلية متماسكة للخلافة، وأدت الخلافات العائلية والعصيان القبلي إلى التدهور السياسي في القرن الثامن عشر.
في عام 1728 أو 1731 أعلن عامل الإمام في لحج نفسه سلطانًا مستقلاً وغزا عدن وأسس بذلك سلطنة لحج. في عام 1740، أصبح سلطان لحج العبدلي مستقلاً تمامًا،  بفضل انقسام الدولة الزيدية في شمال اليمن. أصبحت سلطنة لحج كياناً مستقلاً إلى عام 1839.

بعد عام 1835، تغيرت الأئمة بوتيرة كبيرة وتم اغتيال بعضهم. بعد عام 1849، انحدر النظام الزيدي إلى فوضى استمرت لعقود.

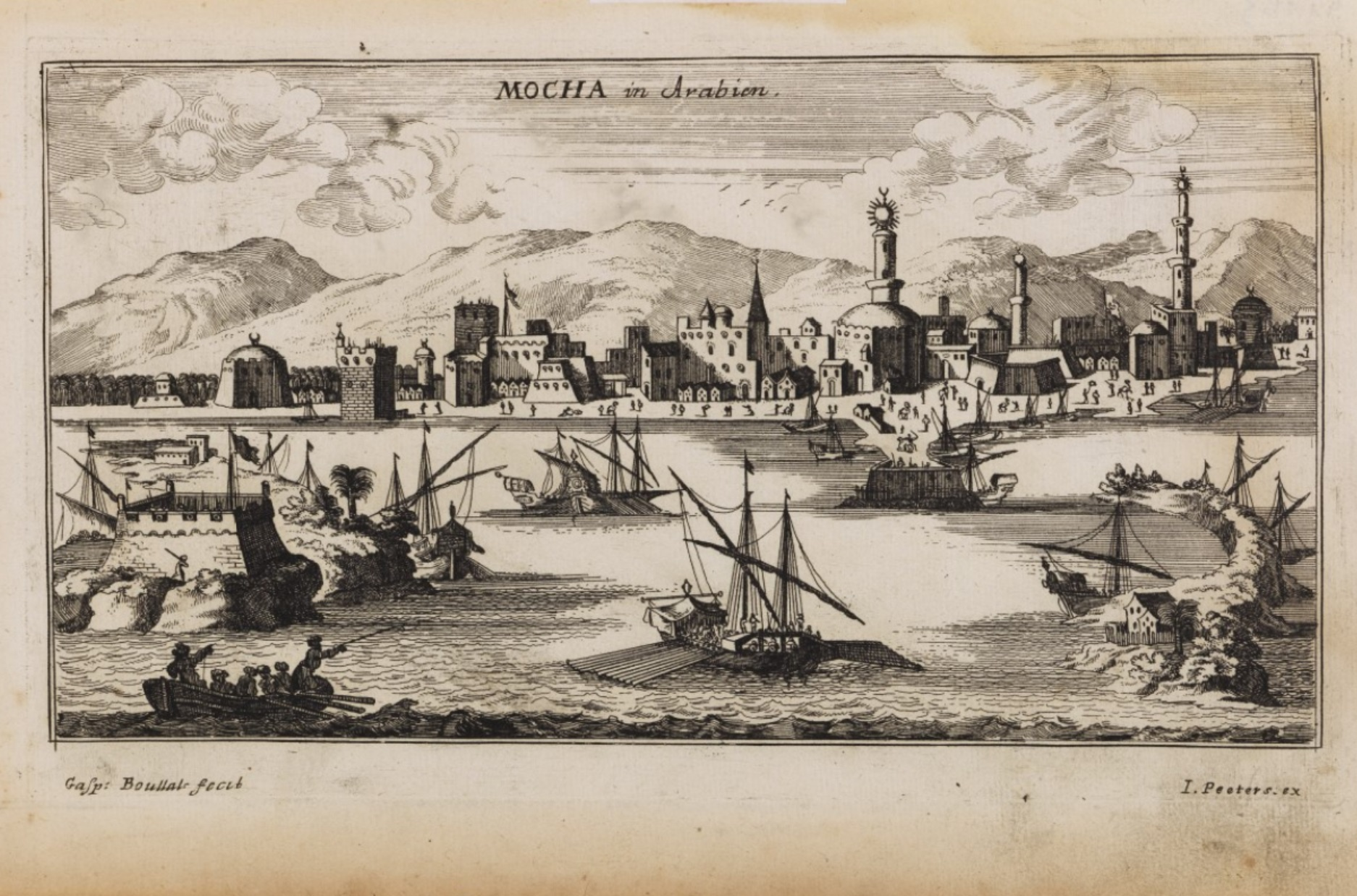
كان المخا أكثر موانئ اليمن ازدحامًا في القرنين السابع والثامن عشر.

## الاقتصاد
خلال ازدهار الدولة، كان اليمن المنتج الوحيد للقهوة في العالم. أقامت البلاد علاقات دبلوماسية مع السلالة الصفوية في بلاد فارس وعثمانيي الحجاز وسلطنة مغول الهند وإثيوبيا. أرسل إمبراطور إثيوبيا فاسيليداس ثلاث بعثات دبلوماسية إلى اليمن، لكن العلاقات لم تتطور إلى تحالف سياسي كما كان يأمل فاسيليداس، لدخول البلاد في حالة ضعف. في النصف الأول من الثامن عشر، كسر الأوروبيون احتكار اليمن للبن من خلال تهريب أشجار البن وزراعتها في مستعمراتهم في جزر الهند الشرقية وشرق إفريقيا وجزر الهند الغربية وأمريكا اللاتينية.

## روابط خارجية
- تحوي هذه المقالة معلومات مترجمة من الطبعة الحادية عشرة لدائرة المعارف البريطانية لسنة 1911 وهي الآن ضمن الملكية العامة.| - ع - ن - ت دول يمنية                                                                                                             | - ع - ن - ت دول يمنية                                                                                                                                                                                                                                                                                                                                                                                                                |                                                                                                                          |
| --- | --- | --- |
| دول قديمة | مملكة معين · مملكة سبأ · مملكة حضرموت · مملكة أوسان · مملكة قتبان · مملكة حمير · مملكة كندة · مملكة دادان | |
| الفترة الإسلامية | الدولة الزيادية · دولة بني يعفر · الإمامة الزيدية · دولة بني نجاح · دولة بني صليح · دولة بني زريع · دولة بني حاتم · دولة بني مهدي · الخلافة الأباضية · سلطنة آل الدغار · سلطنة آل إقبال · سلطنة آل راشد · سلطنة آل يماني · الدولة الرسولية · الدولة الطاهرية · الدولة القاسمية | |
| المحميات الإنجليزية في القرن 19 - القرن 20                                                                                        | \| - سلطنة لحج - سلطنة الصبيحي - سلطنة يافع العليا - سلطنة يافع السفلى - سلطنة الفضلي - سلطنة العوذلي - سلطنة المهرة - سلطنة الحواشب \| - سلطنة العوالق السفلى - سلطنة العوالق العليا - سلطنة الواحدي في بالحاف - سلطنة الواحدي في عزان - سلطنة الواحدي في حبان - السلطنة الكثيرية - السلطنة القعيطية \| - إمارة الضالع - إمارة بيحان - مشيخة الشعيب - مشيخة المفلحي - مشيخة العقربي - مشيخة العلوي - مشيخة القطيبي - مشيخة دثينة \| | |
| العصر الحديث | المملكة المتوكلية اليمنية · الجمهورية العربية اليمنية · جمهورية اليمن الديمقراطية الشعبية · الجمهورية اليمنية | |
| - سلطنة لحج - سلطنة الصبيحي - سلطنة يافع العليا - سلطنة يافع السفلى - سلطنة الفضلي - سلطنة العوذلي - سلطنة المهرة - سلطنة الحواشب | - سلطنة العوالق السفلى - سلطنة العوالق العليا - سلطنة الواحدي في بالحاف - سلطنة الواحدي في عزان - سلطنة الواحدي في حبان - السلطنة الكثيرية - السلطنة القعيطية | - إمارة الضالع - إمارة بيحان - مشيخة الشعيب - مشيخة المفلحي - مشيخة العقربي - مشيخة العلوي - مشيخة القطيبي - مشيخة دثينة |